# Pharmacy2U
Pharmacy2U este o farmacie online situată în Marea Britanie. Pharmacy2U a fost implicată în testarea transferului electronic de prescripții în Marea Britanie. Aceștia gestionează prescripțiile repetate NHS în numele pacienților. Pharmacy2U a fost fondată de farmacistul Daniel Lee în noiembrie 1999 și a fost lansată în public în iunie 2000. 

## Istorie
Inițial, Asociația Medicală Britanică avea preocupări cu privire la utilizarea prescripției prin internet și dorea să afle mai multe despre serviciul oferit de Pharmacy2U. Președintele comitetului de prescripție al BMA, George Rae, a declarat "Aș sfătui împotriva obținerii de prescripții private prin internet, deoarece medicul de familie al pacientului nu este implicat". Până în iulie 2000, consiliul Societății Farmaceutice Regale a stabilit standardele de practică profesională pentru cei care doreau să furnizeze servicii farmaceutice prin intermediul internetului. Până în august 2000, Pharmacy2U a fost unul dintre membrii fondatori ai Asociației Europene a Farmaciilor prin Poștă.
În noiembrie 2019, Pharmacy2U a distribuit peste 621.128 de articole de prescripție.
În 2020, Pharmacy2U deschide o nouă farmacie în Leicester, complet automatizată și capabilă să distribuie până la 6,5 milioane de articole de prescripție pe lună.
În martie 2021 s-a raportat că Pharmacy2U examinează o potențială vânzare către un nou investitor privat de capital.